# Andrzej Drużkowski
Andrzej Drużkowski (ur. 23 marca 1949 w Chełmży) – polski trener piłki ręcznej kobiet, zdobywca Pucharu EHF oraz dziewięciu tytułów mistrza Polski jako trener klubu Montex Lublin.

## Kariera trenerska
W młodości uprawiał łyżwiarstwo szybkie w barwach Olimpii Elbląg. Absolwent Akademii Wychowania Fizycznego w Warszawie (1971). W sezonie 1974/1975 był trenerem drużyny MKS Truso Elbląg. Od 1975 do 1982 prowadził ekipę klubu Start Elbląg, z którą awansował do I ligi w 1977, po czym powrócił do Truso, w którym pracował do 1985. Od 1985 do 1988 kolejny raz był trenerem Startu Elbląg. Nie zapobiegł spadkowi tej drużyny do II ligi w 1986 i następnie przez dwa kolejne sezony prowadził ją w niższej klasie rozgrywek. W 1988 wyjechał do Norwegii, gdzie pracował m.in. w klubach Rorvik IL (IV liga), Nidelv Trondheim (I liga) i Surnadal IL (II liga). OD 1994 do 2003 był trenerem Montexu Lublin, zdobywając z drużyną  kolejno dziewięć tytułów mistrza Polski (1996-2003) oraz Puchar EHF piłkarek ręcznych w 2001. Zrezygnował z pracy pięć kolejek przed końcem sezonu 2002/2003 z uwagi na dramatyczną sytuację finansową klubu. Równocześnie w latach 2000-2003 był asystentem trenera Marka Karpińskiego w kobiecej reprezentacji Polski seniorek. Następnie w sezonie 2003/2004 pracował z żeńską drużyną Kolportera Kielce, ale zrezygnował z pracy już w styczniu 2004, po czym przez niemal trzy lata nie trenował drużyn seniorskich; pracował wówczas m.in. w elbląskich szkołach podstawowych i gimnazjalnych. Od sezonu 2006/2007 do grudnia 2010 prowadził ponownie drużynę Startu Elbląg, po czym wyjechał do Norwegii, gdzie pracuje ponownie w klubie Rorvik IL (III liga).